# Рене Мітонго Мутеба
Рене́ Міто́нго Муте́ба (фр. René Mitongo Muteba; нар. 18 січня 2008) — бельгійський футболіст, нападник клубу «Стандард».

## Клубна кар'єра
Виступав за юнацькі команди «Мехелен», «Гейст», «Льєрс», «Васланд-Беверен» і «Гент», а 2020 року приєднався до академії «Стандарда». 22 червня 2023 року підписав з клубом контракт, що розрахований до літа 2026 року. 19 січня 2025 року дебютував за фарм-клуб «СЛ16» в матчі Національного дивізіону 1 проти «Бенша». 12 квітня 2025 року в поєдинку проти «Зебра Елітіс» забив свій перший гол у кар'єрі.
4 травня 2025 року дебютував в основному складі «Стандарда» в матчі Про-ліги проти «Шарлеруа», вийшовши на заміну Андреасу Унтонджі.

## Кар'єра в збірній
Виступав за збірні Бельгії до 16 і до 17 років. В травні 2025 року потрапив в заявку збірної до 17 років на юнацький чемпіонат Європи в Албанії. На турнірі провів три матчі, а його команда дійшла до чвертьфіналу, де поступалась збірній Франції.

## Статистика виступів
Станом на 26 липня 2025
| Клуб              | Сезон             | Чемпіонат               | Чемпіонат | Чемпіонат | Кубок | Кубок | Єврокубки | Єврокубки | Інші  | Інші | Всього | Всього |
| Клуб              | Сезон             | Дивізіон                | Матчі     | Голи      | Матчі | Голи  | Матчі     | Голи      | Матчі | Голи | Матчі  | Голи   |
| ----------------- | ----------------- | ----------------------- | --------- | --------- | ----- | ----- | --------- | --------- | ----- | ---- | ------ | ------ |
| СЛ16              | 2024–25           | Національний дивізіон 1 | 12        | 1         | —     | —     | —         | —         | —     | —    | 12     | 1      |
| Стандард          | 2024–25           | Про-ліга                | 2         | 0         | 0     | 0     | —         | —         | —     | —    | 2      | 0      |
| Стандард          | 2025–26           | Про-ліга                | 1         | 0         | 0     | 0     | —         | —         | —     | —    | 1      | 0      |
| Стандард          | Всього            | Всього                  | 3         | 0         | 0     | 0     | 0         | 0         | 0     | 0    | 3      | 0      |
| Всього за кар'єру | Всього за кар'єру | Всього за кар'єру       | 15        | 1         | 0     | 0     | 0         | 0         | 0     | 0    | 15     | 1      |